# Emozioni
Emozioni — второй студийный альбом итальянского певца и автора песен Лучо Баттисти, выпущенный 15 декабря 1970 года на лейбле Dischi Ricordi.

## Об альбоме
Альбом состоит в основном из песен, которые ранее уже были выпущены на синглах, включая «Fiori rosa, fiori di pesco», «Dieci ragazze», «Emozioni», «Acqua azzurra, acqua chiara», «Mi ritorni in mente», а также две песни, вошедшие в первый альбом «Non è Francesca» и «Io vivrò (senza te)».
Альбом положительные отзывы критиков, а многие песни с него стали негласной классикой итальянской поп-музыки. Диск также стал первым чарттоппером для Баттисти. В 2019 году получил платиновую сертификацию в Италии.

## Список композиций
Все тексты написаны Моголом, вся музыка написана Лучо Баттисти.
| №  | Название                     | Длительность |
| -- | ---------------------------- | ------------ |
| 1. | «Fiori rosa, fiori di pesco» | 3:16         |
| 2. | «Dolce di giorno»            | 2:38         |
| 3. | «Il tempo di morire»         | 5:40         |
| 4. | «Mi ritorni in mente»        | 3:41         |
| 5. | «7 e 40»                     | 3:32         |
| 6. | «Emozioni»                   | 4:44         |

| №  | Название                      | Длительность |
| -- | ----------------------------- | ------------ |
| 1. | «Dieci ragazze»               | 2:54         |
| 2. | «Acqua azzurra, acqua chiara» | 3:36         |
| 3. | «Era»                         | 2:56         |
| 4. | «Non è Francesca»             | 3:40         |
| 5. | «Io vivrò (senza te)»         | 3:53         |
| 6. | «Anna»                        | 4:37         |

## Участники записи
- Лучо Баттисти — вокал, гитара, аранжировки
- Дамьяно Даттоли[итал.] — бас-гитара
- Флавио Премоли[итал.] — клавишные, фортепиано
- Альберто Радиус[итал.] — гитара
- Дарио Балдан Бембо[итал.] — клавишные, фортепиано
- Анджел Сальвадор — бас-гитара
- Деметрио Стратос[итал.] — клавишные, фортепиано
- Франко Муссида[итал.] — гитара
- Габриэле Лоренци[итал.] — гитара
- Джорджо Пьяцца — бас-гитара
- Марио Тотаро — клавишные, фортепиано
- Франц Ди Чоччо[итал.] — барабаны
- Ренато Анджолини[итал.] — клавишные, фортепиано
- Андреа Сакки — гитара
- Джованни Томмазо[итал.] — бас-гитара
- Леонелло Бьонда — барабаны
- Франк Лауджелли — бас-гитара
- Джанни Даль’Альо[итал.] — барабаны
- Серджо Панно — барабаны
- Петруччо Монталбетти — губная гармошка
- I 4 + 4 di Nora Orlandi[итал.] — бэк-вокал
- Джан Пьеро Ревербьери[итал.] — аранжировки
- Детто Мариано — аранжировки

## Чарты
| Чарт (1970–72)            | Высшая позиция |
| ------------------------- | -------------- |
| Италия (Musica e dischi)  | 1              |
| Чарт (2000)               | Высшая позиция |
| Италия (Classifica album) | 20             |
| Чарт (2011)               | Высшая позиция |
| Италия (Classifica album) | 17             |
| Чарт (2019)               | Высшая позиция |
| Италия (Classifica album) | 9              |

## Сертификации и продажи
| Регион                                                       | Сертификация | Продажи |
| ------------------------------------------------------------ | ------------ | ------- |
| Италия (FIMI) · Продажи с 2009 года                          | Платиновый   | 50 000* |
| * Данные о продажах приведены только на основе сертификации. |              |         |